# Desa Sekar (administrativ by i Indonesien, lat -8,13, long 110,97)
Desa Sekar är en administrativ by i Indonesien.   Den ligger i provinsen Jawa Timur, i den västra delen av landet, 500 km öster om huvudstaden Jakarta.